# Obrium fuscoapicalis
Obrium fuscoapicalis är en skalbaggsart som beskrevs av Hayashi 1974. Obrium fuscoapicalis ingår i släktet Obrium och familjen långhorningar.
Artens utbredningsområde är Taiwan. Inga underarter finns listade i Catalogue of Life.